# Dècada del 220

## Esdeveniments
226 - Inici del segon Imperi Persa (226-651) amb la dinastia sassànida.

## Personatges destacats
- Alexandre Sever, emperador romà (222-235).
- Artaxerxes I, el primer rei de reis (226-240), fundador de la dinastia sassànida.